# Dalli Hadad
Dalli Hadad (arabiska: دالي حداد), född 5 februari 1982 i Bagdad, är en assyrisk irakisk sångerska.

## Album
- Ofnee

1. Wesh Agol
2. Ofnee
3. Habeb El Roh
4. Fogha Zalan Alyaa
5. Laqetaha
6. Aateny Qalbi
7. Janni Lon Eyonak
8. Magror
9. Habeb Hayati
10. La Wa Eyonak
11. ana behebak

## Roller på TV
- Zenud Al-set. Premiär 2009.
- Samba. TV-serie. Premiär 2011. Spelade: Ponita.